# 사쓰마군

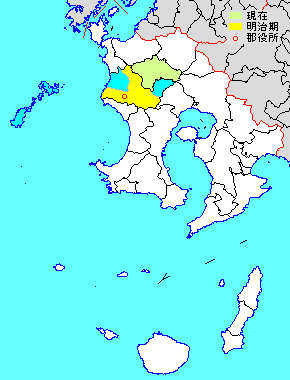
사쓰마 군의 위치

사쓰마군(일본어: 薩摩郡)은 일본 사쓰마국, 가고시마현의 군이다.
인구 18,186명, 면적 303.9km², 인구밀도 59.8명/km².(2025년 3월 1일, 추계인구)
이하 1정으로 구성된다.
- 사쓰마정(さつま町)

## 역사
- 2004년 10월 12일 - 이리키 정·게도인 정·도고 정·히와키 정·가시마 촌·가미코시키 촌·사토 촌·시모코시키 촌이 센다이 시와 합병해 사쓰마센다이시가 성립, 군에서 이탈하였다.
- 2005년 3월 22일 - 사쓰마 정(薩摩町)·쓰루다 정·미야노조 정이 합병해 사쓰마 정(さつま町)이 성립하였다.